# Opisthacanthus
Opisthacanthus là một chi bọ cạp trong họ Hemiscorpiidae (Liochelidae) phân bố ở Nam Mỹ và một số vùng ở châu Phi

## Các loài
Chi này gồm các loài:
- Opisthacanthus africanus (Simon, 1876)
- Opisthacanthus asper (Peters, 1861)
- Opisthacanthus basutus (Lawrence, 1955)
- Opisthacanthus brevicauda Rojas-Runjaic, Borges & Armas, 2008
- Opisthacanthus capensis (Thorell, 1876)
- Opisthacanthus cayaporum (Vellard, 1932)
- Opisthacanthus daraisensis (Lourenço, 2006)
- Opisthacanthus diremptus (Karsch, 1879)
- Opisthacanthus elatus (Gervais, 1843)
- Opisthacanthus laevipes (Pocock, 1893)
- Opisthacanthus lamorali Lourenço, 1981
- Opisthacanthus lecomtei (Lucas, 1858)
- Opisthacanthus lepturus (Beauvois, 1805)
- Opisthacanthus lucienneae (Lourenço, 2006)
- Opisthacanthus maculatus (Lourenço, 2006)
- Opisthacanthus madagascariensis (Kraepelin, 1894)
- Opisthacanthus piceus (Lourenço, 2006)
- Opisthacanthus piscatorius (Lawrence, 1955)
- Opisthacanthus punctulatus (Pocock, 1896)
- Opisthacanthus rugiceps (Pocock, 1897)
- Opisthacanthus rugulosus (Pocock, 1896)
- Opisthacanthus valerioi (Lourenço, 1980)
- Opisthacanthus validus (Thorell, 1876)
- Opisthacanthus weyrauchi (Mello-Leitão, 1948)